# Louis Renault (pravnik)
Louis Renault, francoski pravnik, učitelj, nobelovec, * 21. maj 1843, † 8. februar 1918.
Bil je eden od dveh so nagrajencev (drugi je Ernesto Teodoro Moneta) Nobelove nagrade za mir leta 1907. 

## Življenje in delo
Renault je bil rojen v Autunu. Od leta 1868 do 1873 je Renault bil profesor rimskega in tržnega prava univerze v Dijonu. Od 1873 do svoje smrti je bil profesor pravne fakultete pariške univerze, kjer je leta 1881 postal profesor mednarodnega prava. Leta 1890 je bil imenovan za pravnega svetovalca francoskega ministrstva za zunanje zadeve. Položaj je bil prirejen posebej zanj, da je lahko podrobno preučil francosko zunanjo politiko v luči mednarodnega prava. S takšnim položajem je nastopal in zastopal Francijo v mnogih konferencah, še posebej se je izpostavil pri oblikovanju dveh Haških konvencij (1899 in 1907) ter Londonske pomorske konference iz obdobja 1908-09.
Renault je bil pomemben arbiter, eden njegovih pomembnejših primerov je bil primer davčenja na Japonskem (1905), pravica do azila in izročitve pri indijskih nacionalnih teroristih (1911). Med njegovimi pisanji so tudi članki in monografije o specializiranih področjih mednarodnega prava. Skupaj s prijateljem C.Lyon-Caenom je napisal dela o tržnem pravu in velik zbornik znanja s področja pogodb in prava in pravni priročnik.
Leta 1879 je Renault natisnil Uvod v študij mednarodnega prava in leta 1917 Prve nemške kršitve mednarodnega prava. Slednje delo se ukvarja z vdorom v Belgijo in Luksemburg in pogodbene kršitve, ki jih je s tem kršila Nemčija.